# Sunnansjö (Ludvika)
Sunnansjö is een plaats in de gemeente Ludvika in het landschap Dalarna en de provincie Dalarnas län in Zweden. De plaats heeft 557 inwoners (2005) en een oppervlakte van 156 hectare.

## Verkeer en vervoer
Bij de plaats lopen de Riksväg 66 en Länsväg 245.